# Китайское географическое общество
Китайское географическое общество (кит. 中国地理学会; англ. The Geographical Society of China) — географическая общественная организация Китая, основанная в 1934 году. Одно из старейших академических обществ в Китае и одно из крупнейших географических обществ мира, насчитывающее более 20 тысяч членов. С 1949 года Общество входит в Международный географический союз.
Важнейшая задача общества состоит в популяризации и распространении географических знаний в Китае и мире.

## История
Предшественником Китайского географического общества является Китайское земельное общество, основанное в 1909 году в Тяньцзине.
В 1934 году основателем Китайского земельного общества Чжан Сянвэнем с прочими деятелями науки было инициировано создание и в дальнейшем основано Китайское географическое общество.
В 1953 году в Пекине состоялся первый национальный съезд членов Китайского географического общества, на котором избран управляющий совет и председатель общества. В этот период общество включало около 500 членов.
С декабря 2018 года председателем совета Китайского географического общества является профессор и действительный член Академии наук КНР Чэнь Фаху.

## Структура
Не считая штаб-квартиры, Китайское географическое общество имеет 31 региональное отделение в различных провинциях и автономных округах КНР.
Общество включает 22 комиссии, специализирующихся на различных направлениях географической науки (экономической географии; гидрографии; физической географии; картографии и геоинформатике; географии здоровья; географии городов; географии туризма; географии населения; культурной географии; политической географии и др.).
Общество занимается издательской деятельностью, в том числе выпускает около 18 постоянных периодических изданий, из которых 4 журнала издаются на английском языке (среди них наиболее известным является «Журнал географических наук» (англ. «Journal of Geographical Sciences»)).